# ران گیرین‌وود

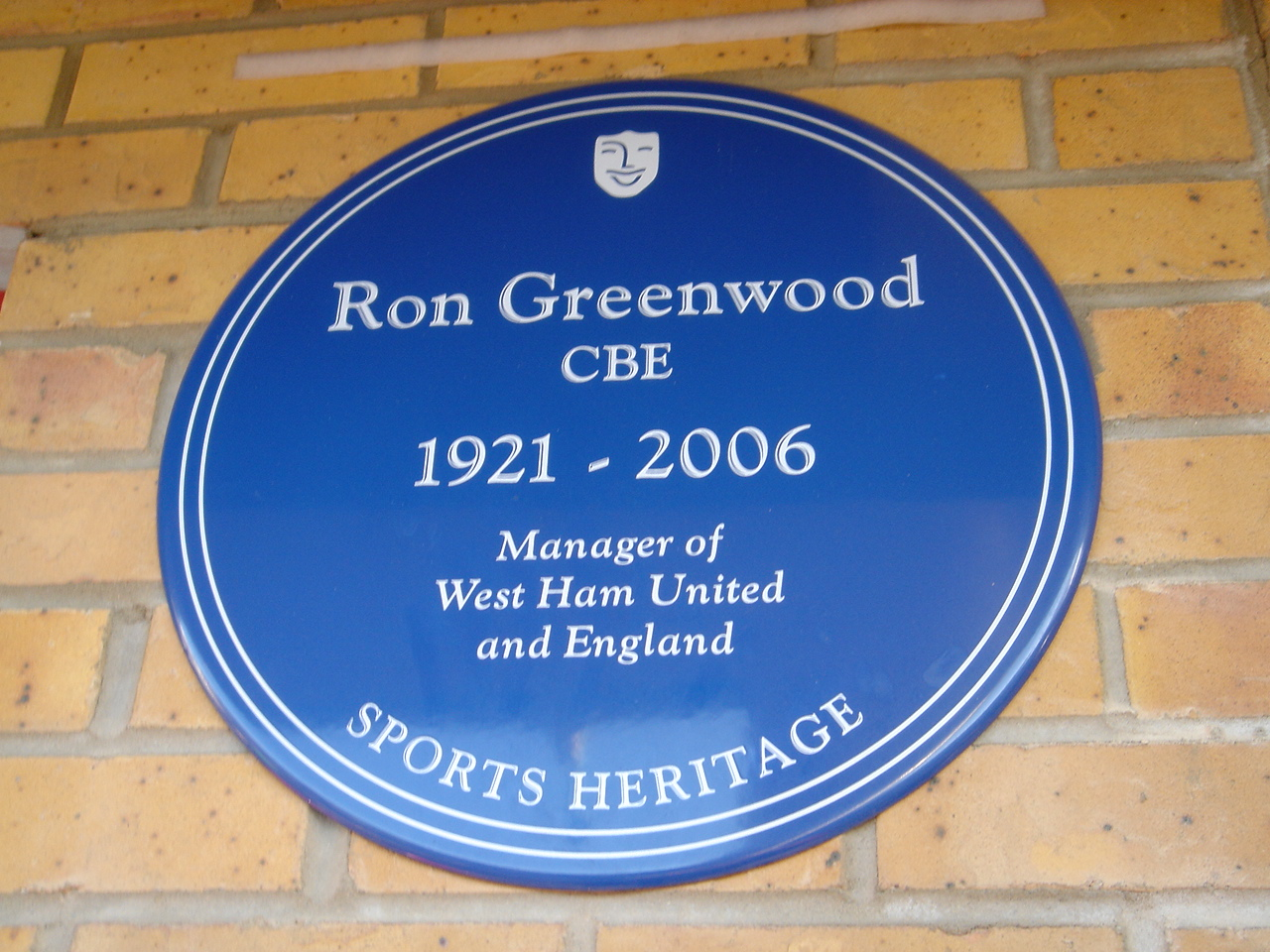
نمایی از لوح یادبود ران گیرین‌وود در لندن - ۲۰۰۷

 ران گیرین‌وود  (به انگلیسی: Ron Greenwood) (زاده ۱۱ نوامبر ۱۹۲۱ داگنهام - درگذشته ۹ فوریه ۲۰۰۶ سادبری) بازیکن و مربی سابق فوتبال اهل انگلستان است. وی سابقه عضویت در باشگاه چلسی و تاتنهام و مربی‌گری در باشگاه وستهام یونایتد و تیم ملی فوتبال انگلستان دارد.